# ميومير كيكمانوفيتش
ميومير كيكمانوفيتش هو لاعب كرة المضرب صربي ولد في 31 أغسطس 1999. أفضل تصنيف له هو ال 39.

## روابط خارجية
- ميومير كيكمانوفيتش على موقع رابطة محترفي التنس (الإنجليزية)
- ميومير كيكمانوفيتش على موقع الاتحاد الدولي لكرة المضرب (الإنجليزية)
- ميومير كيكمانوفيتش على موقع كأس ديفيز (الإنجليزية)
- ميومير كيكمانوفيتش على موقع خلاصة التنس.كوم (الإنجليزية)
- ميومير كيكمانوفيتش على موقع إي إس بي إن.كوم (الإنجليزية)
- ميومير كيكمانوفيتش على موقع اللجنة الأولمبية الدولية (الإنجليزية)
- ميومير كيكمانوفيتش على موقع أوليمبيديا (الإنجليزية)
- ميومير كيكمانوفيتش على موقع اللجنة الأولمبية الصربية (الصربية)